# カルボニルシアニド-p-トリフルオロメトキシフェニルヒドラゾン
カルボニルシアニド-p-トリフルオロメトキシフェニルヒドラゾン（Carbonyl cyanide-p-trifluoromethoxyphenylhydrazone、FCCP）は、移動性イオンキャリアであるイオノフォアの一つ。酸化的リン酸化に使うエネルギーを供給する前に、細胞膜を通して水素イオンを輸送させることによってATP合成を阻害する脱共役剤の一つである。ニトリルとヒドラゾンの部分を持つ。